# Tadeusz Dulny
Tadeusz Dulny (ur. 8 sierpnia 1914 w Krzczonowicach, zm. 7 sierpnia 1942 w niemieckim obozie koncentracyjnym Dachau) – polski kleryk, błogosławiony Kościoła katolickiego, męczennik z KL Dachau.

## Życiorys
Jedno z ośmiorga dzieci Jana i Antoniny z domu Gruszki, ochrzczony w kościele parafialnym w Ćmielowie 9 sierpnia 1914. Uczył się w gimnazjum im. Chreptowicza w Ostrowcu Świętokrzyskim, gdzie zdał maturę w 1935. W tym samym roku wstąpił do Seminarium Duchownego we Włocławku.
Po wybuchu II wojny światowej został aresztowany 7 listopada 1939 wraz z innymi klerykami i profesorami seminarium. 16 stycznia 1940 został przewieziony z więzienia we Włocławku do miejsca internowania (klasztor w Lądzie), gdzie przebywał do 26 sierpnia 1940, kiedy to trafił do niemieckiego obozu koncentracyjnego Sachsenhausen (KL). Ostatnim etapem jego życia stał się jednak obóz w Dachau, do którego przewieziono go 15 grudnia 1940 roku i zarejestrowano jako numer 22662.
Według relacji naocznych świadków ten młody alumn, w warunkach nieludzkiego traktowania i pracy ponad siły, czerpał siły z modlitwy i zawsze służył pomocą współwięźniom aż do śmierci głodowej, która nastąpiła 7 sierpnia 1942 roku.
Beatyfikował go papież Jan Paweł II w Warszawie 13 czerwca 1999 w grupie 108 polskich męczenników.